# Vinterbørn
Vinterbørn er en dansk film fra 1978, skrevet og instrueret af Astrid Henning-Jensen efter en roman af Dea Trier Mørch.
Filmen solgte 809.544 billetter, og den er dermed blandt de bedst sælgende danske film nogensinde.

## Medvirkende
- Ann-Mari Max Hansen
- Helle Hertz
- Lone Kellermann
- Berrit Kvorning
- Lea Brøgger
- Birgit Conradi
- Lene Brøndum
- Ulla Gottlieb
- Jannie Faurschou
- Susanne Breuning
- Waage Sandø
- Benny Poulsen
- Kurt Ravn
- Beatrice Palner
- Kjeld Nørgaard
- Jesper Christensen
- Ole Thestrup
- Elin Reimer
- Henning Palner
- Vigga Bro
- Laila Andersson
- Brigitte Kolerus
- Pia Ahnfeldt-Rønne
- Ulla Henningsen
- Julie Wieth
- Marie-Louise Coninck
- Kjeld Løfting

## Refrencer
1. ↑  Det Danske Filminstituts filmdatabase.